# トズール県
トズール県（トズールけん、アラビア語：ولاية توزر、英語：Tozeur Governorate） は、チュニジアの県である。チュニジアの西に位置し、アルジェリアと国境を接している。人口は98,000人（2004年）、面積は4,719km2。県都はトズールである。